# Con gái vị thẩm phán
Con gái vị thẩm phán là một bộ phim truyền hình được thực hiện bởi Hãng phim Truyền hình Thành phố Hồ Chí Minh, Đài Truyền hình Thành phố Hồ Chí Minh cùng Hãng phim Midi do Đỗ Phú Hải làm đạo diễn. Phim phát sóng vào lúc 17h30 từ thứ 2 đến thứ 5 hàng tuần bắt đầu từ ngày 30 tháng 1 năm 2014 và kết thúc vào ngày 25 tháng 3 năm 2014 trên kênh HTV9.

## Nội dung
Con gái vị thẩm phán xoay quanh Nhã Nam (Hà Kiều Anh) là một luật sư cứng cỏi, luôn tin tưởng và đứng về phía công lý. Chiến thắng trong vụ án Trần Trọng Bình (Thành Thuận), cô được bổ nhiệm thành thẩm phán. Cũng trong ngày hôm ấy, Đức Lập (Linh Trung), chồng của Nhã Nam bị bắn chết và dàn dựng thành một vụ tự sát. Sau cái chết của chồng, đến lượt con gái của Nhã Nam bị bọn giang hồ cưỡng bức. Gia đình tan nát trong phút chốc, Nhã Nam gần như ngã quỵ. Chứng kiến sự hoảng loạn của con gái, cùng những ám ảnh từ người chồng đã khuất, Nhã Nam quyết đưa những kẻ thủ ác vào vòng pháp luật. Từ một bức thư tuyệt mệnh, sự thật dần hé lộ...

## Diễn viên
- Hà Kiều Anh trong vai Nhã Nam[5]
- Huy Khánh trong vai Xuân Phong
- Minh Thảo trong vai Bích Vân
- Thân Thúy Hà trong vai Bảy Sinh
- NSƯT Việt Anh trong vai Hai Bạch
- NSƯT Trần Tường trong vai Trọng Toàn
- NSƯT Lân Bích trong vai Đức Nhã
- Võ Thành Tâm trong vai Hải Mamut

Cùng một số diễn viên khác....

## Ca khúc trong phim
- Nhã ca

Sáng tác: Ý Vũ
Thể hiện: Tuyết Mai
- Nhân tâm ca

Sáng tác: Ý Vũ
Thể hiện: Tuyết Mai

## Giải thưởng
| Năm  | Giải thưởng    | Hạng mục                         | (Người) đề cử | Kết quả   | Tham khảo |
| ---- | -------------- | -------------------------------- | ------------- | --------- | --------- |
| 2014 | Giải Cánh diều | Phim truyện truyền hình          | —             | Bằng khen | [ 6 ]     |
| 2015 | HTV Awards     | Nữ diễn viên được yêu thích nhất | Thân Thúy Hà  | Đề cử     | [ 7 ]     |